# فومیترو ناکانو
 فومیترو ناکانو (انگلیسی: Fumiteru Nakano؛ ۱۳ ژانویهٔ ۱۹۱۵ – ۳۰ دسامبر ۱۹۸۹ ) یک تنیس‌باز اهل ژاپن بود. 